# Петренки (Полтавський район)
Петре́нки — село в Україні, у Диканській селищній громаді Полтавського району Полтавської області. Населення становить 44 осіб. До 2020 орган місцевого самоврядування — Байрацька сільська рада.

## Географія
Село Петренки знаходиться за 2 км від лівого берега річки Вільхова Говтва. На відстані 0,5 км розташовані села Одарюківка та Байрак. По селу протікає пересихаючий струмок з загатою.

## Історія
12 червня 2020 року, відповідно до розпорядження Кабінету Міністрів України № 721-р «Про визначення адміністративних центрів та затвердження територій територіальних громад Полтавської області», село увійшло до складу Диканської селищної громади.
19 липня 2020 року, в результаті адміністративно - територіальної реформи та ліквідації Диканського району, село увійшло до складу новоутвореного Полтавського району.

## Населення
За переписом населення 2001 року в селі мешкали 44 особи.

### Мова
Розподіл населення за рідною мовою за даними перепису 2001 року:
| Мова       | Відсоток |
| ---------- | -------- |
| українська | 59,09 %  |
| вірменська | 18,18 %  |
| російська  | 4,55 %   |
| білоруська | 2,27 %   |